# Macierz Grama
Macierz Grama – macierz związana z układem wektorów danej przestrzeni unitarnej, ułatwiająca opis tej przestrzeni; nosi ona nazwisko duńskiego matematyka Jørgena Pedersena Grama.
Choć zwykle wykorzystuje się do tego celu objętości prostopadłościanów wielowymiarowych, to do zdefiniowania miary Lebesgue’a na przestrzeni euklidesowej (a dokładniej przy określaniu miary zewnętrznej, która jest krokiem pośrednim) można użyć objętości równoległościanów wielowymiarowych (wyznaczanych przez dany układ wektorów) definiowanej za pomocą macierzy Grama. Objętość równoległościanu pojawia się także przy całkowaniu przez podstawienie (zamianie zmiennych) w całce Lebesgue’a, często jako tzw. forma objętości (antysymetryczna forma wieloliniowa najwyższego rzędu w danej przestrzeni liniowej), czyli zorientowany element objętości.
Jednym z najistotniejszych praktycznych zastosowań tej macierzy kwadratowej jest możliwość stwierdzenia, czy dany układ {\displaystyle k} wektorów przestrzeni {\displaystyle n}-wymiarowej jest liniowo niezależny – macierz ta musi mieć dodatni wyznacznik (dla {\displaystyle k=n} wystarczy sprawdzić niezerowość wyznacznika samego układu wektorów) – geometrycznie odpowiada to sprawdzeniu, czy dany układ wektorów rozpina równoległościan o dodatniej objętości; kryterium to wykorzystuje się m.in. określania sterowalności i obserwowalności liniowego układu sterowania.

## Definicja
Niech dany będzie układ {\displaystyle A=\{\mathbf {a} _{1},\dots ,\mathbf {a} _{k}\}} wektorów {\displaystyle n}-wymiarowej przestrzeni unitarnej {\displaystyle (V,\langle \cdot ,\cdot \rangle )} nad ciałem liczb rzeczywistych bądź zespolonych. Wektory układu {\displaystyle A} wyrażone w bazie {\displaystyle B} można wpisać jako kolumny macierzy {\displaystyle \mathbf {A} } (zob. wektory kolumnowe).
Macierzą Grama związaną z układem {\displaystyle A} bądź macierzą {\displaystyle \mathbf {A} } nazywa się macierz kwadratową stopnia {\displaystyle k} nad ciałem liczb rzeczywistych
{\displaystyle G(\mathbf {A} )=G(A)=G(\mathbf {a} _{1},\dots ,\mathbf {a} _{k}):={\big [}\langle \mathbf {a} _{i},\mathbf {a} _{j}\rangle {\big ]}_{ij}.}
Wyznacznik tej macierzy nazywa się wyznacznikiem Grama wspomnianego układu wektorów (wspomnianej macierzy),
{\displaystyle g(\mathbf {A} )=g(A)=g(\mathbf {a} _{1},\dots ,\mathbf {a} _{k}):=\det G(A).}

## Własności
W przypadku rzeczywistym z symetryczności dwuliniowego iloczynu skalarnego wynika {\displaystyle \langle \mathbf {x} _{i},\mathbf {x} _{j}\rangle =\langle \mathbf {x} _{j},\mathbf {x} _{i}\rangle } (w przypadku zespolonym {\displaystyle \langle \mathbf {x} _{i},\mathbf {x} _{j}\rangle ={\overline {\langle \mathbf {x} _{j},\mathbf {x} _{i}\rangle }}} na mocy hermitowskości półtoraliniowego iloczynu skalarnego) dla dowolnych {\displaystyle i,j,} a więc macierz Grama również jest symetryczna (hermitowska, czyli samosprzężona). Niżej przedstawiono własności w przypadku zespolonym; dla przypadku rzeczywistego wystarczy pominąć kreski nad elementami i macierzami oznaczające sprzężenie zespolone, a sprzężoną hermitowsko macierz {\displaystyle \mathbf {A} ^{\star }} należy traktować jak macierz transponowaną {\displaystyle \mathbf {A} ^{\mathrm {T} }.}
Dla dowolnej macierzy {\displaystyle \mathbf {A} } zachodzi
{\displaystyle G(\mathbf {A} )=\mathbf {A} ^{\star }\mathbf {A} \quad \mathrm {oraz} \quad G\left(\mathbf {A} ^{\mathrm {T} }\right)=\mathbf {AA} ^{\star },}
tzn. {\displaystyle \mathbf {A} ^{\star }\mathbf {A} } oraz {\displaystyle \mathbf {AA} ^{\star }} są macierzami Grama układu wektorów {\displaystyle A} wpisanego odpowiednio jako kolumny i wiersze macierzy {\displaystyle \mathbf {A} }.
Jeśli {\displaystyle k=n,} czyli {\displaystyle \mathbf {A} } jest kwadratowa, to wyznacznik macierzy Grama jest nieujemną wielkością rzeczywistą, gdyż
{\displaystyle g(\mathbf {A} )=\det(\mathbf {A} ^{\star }\mathbf {A} )=\det \left({\overline {\mathbf {A} ^{\mathrm {T} }}}\right)\det(\mathbf {A} )={\overline {\det(\mathbf {A} )}}\det(\mathbf {A} )={\big |}\det(\mathbf {A} ){\big |}^{2}\geqslant 0.}
Układ {\displaystyle A} jest liniowo niezależny wtedy i tylko wtedy, gdy wyznacznik {\displaystyle G(A)>0}.
O tym, które z macierzy hermitowskich (symetrycznych) są macierzami Grama, czy też dokładniej: czy istnieje taka przestrzeń unitarna, dla której dana macierz hermitowska (symetryczna) jest macierzą Grama pewnej bazy tej przestrzeni, mówi kryterium Sylvestera. Formalnie warunek ten umożliwia sprawdzenie, czy dana macierz dwuliniowej formy hermitowskiej (symetrycznej) jest dodatnio określona – forma ta wówczas jest iloczynem skalarnym na tej przestrzeni.

## Objętość
Niech dany będzie liniowo niezależny układ wektorów {\displaystyle A=\{\mathbf {a} _{1},\dots ,\mathbf {a} _{k}\}} przestrzeni unitarnej {\displaystyle V} wymiaru {\displaystyle n.} Jeśli {\displaystyle \mathrm {R} (A)} oznacza {\displaystyle k}-wymiarowy równoległościan rozpięty na {\displaystyle A,} to jego {\displaystyle k}-wymiarową objętością nazywa się liczbę
{\displaystyle {\big |}\mathrm {R} (A){\big |}_{k}={\sqrt {g(A)}}.}
Ponadto przyjmuje się {\displaystyle |\mathrm {R} (A)|_{l}=0} dla {\displaystyle l>k} oraz {\displaystyle |\mathrm {R} (A)|_{l}=\infty } dla {\displaystyle l<k.}
Niech {\displaystyle A'=\{\mathbf {a} _{1},\dots ,\mathbf {a} _{k-1}\}.} Jeśli {\displaystyle \mathbf {c} } jest rzutem prostopadłym wektora {\displaystyle \mathbf {a} _{k}} na dopełnienie ortogonalne {\displaystyle \mathrm {lin} (A')^{\perp }} podprzestrzeni rozpiętej przez {\displaystyle A',} to wtedy
{\displaystyle g(A)=g(A')\cdot \|\mathbf {c} \|^{2}}.
Dla przestrzeni rzeczywistych twierdzenie to można wysłowić w przypadku dwuwymiarowym w następujący sposób: pole równoległoboku równe jest iloczynowi długości podstawy i wysokości; w przypadku trójwymiarowym: objętość równoległościanu jest równa iloczynowi pola podstawy i wysokości. W ogólności zaś:
{\displaystyle {\big |}\mathrm {R} (A){\big |}_{k}={\big |}\mathrm {R} (A'){\big |}_{k-1}\cdot \|\mathbf {c} \|.}
Zgodnie z uwagami z poprzedniej sekcji, jeśli {\displaystyle V=\mathbb {R} ^{n}} ze standardowym iloczynem skalarnym, to dla dowolnej macierzy odwracalnej {\displaystyle \mathbf {A} =[a_{ij}]} moduł wyznacznika
{\displaystyle |\det \mathbf {A} |={\sqrt {g(\mathbf {a} _{1},\dots ,\mathbf {a} _{n})}},}
gdzie {\displaystyle \mathbf {a} _{j}=(a_{1j},\dots ,a_{nj})} dla {\displaystyle j=1,\dots ,n} można jest {\displaystyle n}-wymiarową objętością równoległościanu w {\displaystyle \mathbb {R} ^{n}} rozpiętego na kolumnach bądź wierszach macierzy {\displaystyle \mathbf {A} .} Biorąc pod uwagę orientację bazy {\displaystyle \mathbf {a} _{1},\dots ,\mathbf {a} _{n}} wyznacznik {\displaystyle \det \mathbf {A} } należy interpretować jako {\displaystyle n}-wymiarową zorientowaną objętość wspomnianego równoległościanu. Jeśli macierz {\displaystyle \mathbf {A} } nie jest odwracalna, to jej wiersze (i kolumny) są liniowo zależne, skąd {\displaystyle \det \mathbf {A} =0.} Analogiczną interpretację uzyskuje się w przypadku przestrzeni {\displaystyle V=\mathbb {C} ^{n}.}

## Iloczyn wektorowy
Wybór iloczynu skalarnego i orientacji w {\displaystyle n}-wymiarowej przestrzeni liniowej {\displaystyle V} nad {\displaystyle \mathbb {R} } umożliwia podanie metody dopełniania liniowo niezależnego układu {\displaystyle n-1} wektorów do bazy tej przestrzeni. Iloczynem wektorowym liniowo niezależnego układu {\displaystyle A'=\{\mathbf {a} _{1},\dots ,\mathbf {a} _{n-1}\}} nazywa się taki wektor {\displaystyle \mathbf {b} } zorientowanej przestrzeni unitarnej rzeczywistej, że
- jeśli {\displaystyle A'} jest liniowo zależny, to {\displaystyle \mathbf {b} =\mathbf {0} ,}
- jeśli {\displaystyle A'} jest liniowo niezależny, to {\displaystyle \mathbf {b} \in \mathrm {lin} (A')^{\perp }} oraz {\displaystyle \|\mathbf {b} \|={\sqrt {g(A')}},} przy czym baza {\displaystyle \{A',\mathbf {b} \}} jest dodatnio zorientowana.

Innymi słowy wektor {\displaystyle \mathbf {b} ,} oznaczany zwykle {\displaystyle \mathbf {a} _{1}\times \ldots \times \mathbf {a} _{n-1},} jest prostopadły do każdego z wektorów układu {\displaystyle A',} jego moduł jest równy objętości równoległoboku rozpiętego na {\displaystyle A',} a dołączony na końcu {\displaystyle A'} tworzy z wektorami tego układu bazę dodatnio zorientowaną.

## Uogólnienia
W przypadku zespolonych przestrzeni unitarnych iloczyn skalarny jest dodatnio określoną (a stąd niezdegenerowaną) półtoraliniową formą hermitowską (tzn. samosprzężoną), w przestrzeniach rzeczywistych iloczyn skalarny jest dodatnio określoną dwuliniową formą symetryczną. Rezygnując z warunku dodatniej określoności i hermitowskości (bądź symetryczności) można rozpatrywać przestrzeń z formą półtoraliniową (dwuliniową) – macierzy Grama odpowiada wtedy macierz tej formy w ustalonej bazie. Przestrzeń liniową z symetryczną formą dwuliniową nazywa się przestrzenią ortogonalną. Badanie form kwadratowych pochodzących od form dwuliniowych umożliwia przykładowo klasyfikację właściwych hiperpowierzchni właściwych stopnia 2 nazywanych kwadrykami, w tym hiperpowierzchni właściwych przestrzeni euklidesowych wymiaru 2 i 3, tzn. pewnych krzywych w przestrzeni {\displaystyle \mathbb {R} ^{2}} oraz pewnych powierzchni w {\displaystyle \mathbb {R} ^{3}.}
Iloczyn mieszany trzech wektorów trójwymiarowej przestrzeni liniowej można zdefiniować za pomocą wyznacznika macierzy, w której wektory te są kolumnami (bądź wierszami) albo niezależnie od układu współrzędnych za pomocą iloczynu zewnętrznego {\displaystyle \wedge } tych wektorów. Podobnie dla równoległościanu zorientowanego
{\displaystyle \mathrm {R} (\mathbf {a} _{1},\dots ,\mathbf {a} _{n})=\mathbf {a} _{1}\wedge \ldots \wedge \mathbf {a} _{n}}
można określić również jego {\displaystyle n}-wymiarową objętość wzorem
{\displaystyle {\big |}\mathrm {R} (\mathbf {a} _{1},\dots ,\mathbf {a} _{n}){\big |}_{n}=\|\mathbf {a} _{1}\wedge \ldots \wedge \mathbf {a} _{n}\|,}
skąd wartość wyznacznika Grama można określić niezależnie od współrzędnych wektorów jako
{\displaystyle g(\mathbf {a} _{1},\dots ,\mathbf {a} _{n})=\|\mathbf {a} _{1}\wedge \ldots \wedge \mathbf {a} _{n}\|^{2}.}